# 花圆蜑螺
花圆蜑螺（学名：Nerita squamulata），是原始腹足目蜑螺科蜑螺属的一种。主要分布于台湾，常栖息在潮间带岩礁上。